# Apateticus cynicus
Apateticus cynicus är en insektsart som först beskrevs av Thomas Say 1832.  Apateticus cynicus ingår i släktet Apateticus och familjen bärfisar. Inga underarter finns listade i Catalogue of Life.